# Nymphaea micrantha
Nymphaea micrantha là một loài thực vật có hoa trong họ Nymphaeaceae. Loài này được Guill. & Perr. miêu tả khoa học đầu tiên năm 1831.